# 赏月号
赏月号，全稱韓國探路者月球軌道探測器（韩语：／），是韩国的首個月球軌道探测器，将透過绕月探索月球的水资源、鈾、氦-3、矽和鋁，並繪製地形圖以幫助選擇未來的月球著陸點。
赏月号探測器于2022年8月4日，由美国的SpaceX以猎鹰9號火箭成功發射升空。同年12月17日成功進入月球轨道， 韩国成为继前苏联、美国、日本、欧盟、中华人民共和国、印度和以色列之后，第8個完成探月的国家或地区。

## 名稱
2022年5月23日，韓國科學技術情報通信部正式將韓國型 - 軌道船（KPLO）命名為“賞月號”（다누리）。賞月號是兩個韓語單詞的組合，dal (달) 意思是月亮，和nurida (누리다)意思是享受，即「欣賞、喜歡月球」之意。據該部稱，這個新名稱意味著對韓國首次登月任務成功的巨大希望和渴望。

## 概述
韓國探月計劃分為兩個階段。第一階段是KPLO的發射和運行，這將是韓國的第一個月球探測器，旨在發展和增強韓國的技術能力，以及從軌道上繪製地形圖和自然資源分布圖，並幫助選擇未來的月球著陸點。
第2階段將發射包括一個月球軌道飛行器、一個月球著陸器和一個20公斤的漫遊車，預計於2025年在羅老航天中心由韓國的世界號運載火箭發射。

## 历史
韩国的月球探测計畫于2007年開始构想，但直到2016 年才开始進行具体研究 。2014年7月韩国開始與美国國家航空航天局（NASA） 進行月球探测合作。2021年3月，NASA提供9名研究人员，与韩方团队进行合作，每名研究人员使用探测器上携带的1-2台科学仪器进行研究。
2012年，时任总统朴槿惠曾表示，韩国月球探测器将于2017年发射，但在文在寅政府上台后，发射时间改为2020年。  到2019年时，发射又被推迟到2022年。2022年8月4日由美国的SpaceX公司从佛罗里达州卡纳维拉尔角太空基地以猎鹰9號火箭發射升空，同年12月17日成功进入绕月飞行轨道。

## 目標
赏月号任務的主要目標是增強韓國的太空技術能力，並“提高國家品牌價值和民族自豪感”。具體的技術目標是：
- 驗證探月關鍵技術。
- 製作地形圖，以支持選擇未來的月球著陸點。並調查水冰、鈾、氦-3、矽和鋁等月球資源。
- 新航天技術的開發和驗證。

## 观测设备
赏月号攜帶6台科學儀器，總質量約為40公斤，5台儀器來自韓國，1台來自NASA。
- 月球地形成像儀（LUTI）將以高分辨率（<5 m）拍攝第二階段月球探測任務的可能著陸點和月球表面特殊目標點的圖像。
- 廣角偏振相機（PolCam）將以中分辨率獲取整個月球表面的偏振圖像，以研究月球土壤的詳細特徵。
- KPLO磁力計（KMAG）是一種磁力計，將使用超靈敏的磁傳感器測量月球環境（月球表面上方約100公里）的磁場強度。
- KPLO伽馬射線能譜儀（KGRS）是一種伽馬射線能譜儀，將在10keV至10MeV的伽馬射線能量範圍內研究月球表面材料的化學成分，並繪製其空間分佈圖。
- 延遲容忍網絡實驗（DTNPL）將對延遲容忍網絡(DTN)進行通信實驗，這是一種用於與著陸器通信的星際互聯網。
- NASA的ShadowCam將繪製永久陰影區域內的反射率圖，以尋找水冰沉積物存在的證據。[8]

## 任务历程

### 發射過程
赏月号探測器于2022年8月4日，由美国的SpaceX以猎鹰9號火箭成功發射升空。由於Danuri使用低能量转移到月球軌道，因此航天器將需要大約135 天才能到達月球，最終於2022年12月17日進入月球軌道。 航天器的主要推進力來自四個30牛頓推進器，而對於姿態控制（定向），則使用四個5牛頓推進器。

### 飞往绕月轨道
- 2022年9月2日，赏月号在日地拉格朗日点L1点处完成关键性轨道修正。[10]
- 2022年8月25日和10月28日，韩国电子通信研究院与赏月号之间使用防弹少年团《Dynamite》MV进行了数据传输试验。[11][12]